# Элли и Джулс
Элли и Джуллс — детский мини-сериал, который впервые вышел в эфир в 1990 году в Австралии.

## Сюжет
Семья Тревеллеров переехала из большого города в маленький сельский городок под названием «Ватерлоу Крик» — город, полный всяческих странностей и потрясающих персонажей. В доме, где поселилась семья, как оказалось, живет девочка-призрак Элли. У Элли и сына новых хозяев Джуллиана (которого все зовут Джулс) начинается дружба.
Джулс помогает Элли раскрыть тайну её собственного убийства.

## В ролях
Главные роли исполняли: Ребекка Смарт в роли «Элли» ака Элинор Локет и Клейтон Вильямсон в роли Джулса ака Джуллиана Теваллера.
В сериале также снимались: Эбигейл, Энн Тенни, Питер Фишер, Деннис Миллер, Дэймон Херриман и Ванесса Кольер.